# Jan Baptist Herregouts
Jan Baptist Herregouts (Roermond, 1646 - Brugge, 25 november 1721), ook soms Herregoudts geschreven, was Zuid-Nederlands kunstschilder en brouwer in Brugge.

## Levensloop
Jan Baptist Herregouts was de zoon van kunstschilder David Herregouts die in 1603 in Mechelen werd geboren, als zoon van kunstschilder Sebastiaan Herregouts en Elisabeth De Gorter, dochter uit een brouwersfamilie. David trouwde met Cecile Geniets uit een beenhouwersfamilie. In 1646 vertrok hij naar Roermond, waar hij een succesvolle schildersloopbaan doorliep en er overleed in 1663.
Het echtpaar had vier zoons die kunstschilder werden. Het betrof:
- Hendrik Herregouts (Mechelen, 1633 - Antwerpen, 1704), die ook een aantal jaren in Brugge werkzaam was.
- Willem Herregouts, die zijn naam wijzigde in Guillaume Herregosse en zich in Amiens vestigde.
- Maximiliaan Herregouts, over wie momenteel niets meer bekend is dan dat er van hem een schilderij bekend is met de titel 'Keuken, waarin een vrouw bezig is koeken te bakken' (1674).
- Jan Baptist Herregouts trouwde met Anna-Pieternelle Timmermans († 1727). Ze hadden twee kinderen: Marie-Anne Herregouts (1685-1749) en Jan Baptist Herregouts (1688-1717) die taalman en klerk van de vierschaar werd, maar nog vóór zijn ouders stierf.

Na eerst bij zijn vader in de leer te zijn geweest en waarschijnlijk na een Italiaanse studietoer, werkte Jan Baptist Herregouts enkele jaren in Antwerpen. In 1684 liet hij zich in de Brugse schildersgilde inschrijven. Hij vervulde in die gilde verschillende bestuursfuncties. In 1717 behoorde hij tot de initiatiefnemers voor de oprichting van een teken- en schildersacademie in Brugge.

## Werken

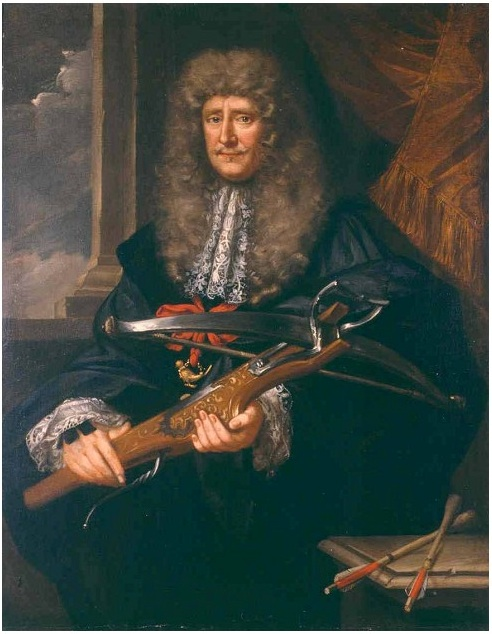
Portret van Laurentius Van de Velde

Van Jan Baptist Herregouts zijn onder meer in Brugge bewaard:
- Portret van zijn vader (Stedelijke Musea Brugge).
- Zelfportret (Stedelijke Musea Brugge).
- Maria ten Hemel opgenomen (kerk van het Seminarie).
- Kroning van O.L.Vrouw (Godelieveabdij).
- Besnijdenis (Sint-Annakerk).
- Opwekking van Lazarus (Sint-Jakobskerk).
- Extase van de H.Dominicus (Onze-Lieve-Vrouwekerk).
- Marteldood van de H.Petrus van Verona (Onze-Lieve-Vrouwekerk).
- Maria ten Hemel opgenomen (OCMW Brugge).
- Portret van Laurentius Van de Velde, sire van de Sint-Jorisgilde (Stedelijke Musea Brugge).

## Jan Baptist Herregouts als brouwer
Jan Baptist Herregouts huurde vanaf 1 december 1702 het huis 'De Virginicke' in de Kuipersstraat, met het er zich in bevindende 'brouwalaam'. Nog voor de volle huurtermijn volbracht was, werden huis en brouwerij zijn eigendom.
Het lijkt zeker dat het echtpaar Herregouts minstens vanaf 1702 in 'De Virginicke' woonde en er overleed, aangezien beiden in de Sint-Jakobskerk begraven werden. Het is niet ondenkbaar dat Herregouts zelf als brouwersbaas optrad.
Dat hij een tweede niet-artistiek beroep uitoefende was niet ongewoon. 
- Zijn collega Marc Van Duvenede (1674-1730), of althans diens echtgenote Marie-Anne Devolder, handelde in kanten.
- Kunstschilder Nicolaes Vleys en zijn echtgenote Madelaine De Ceuninck baatten in de Oude Burg een juwelierszaak uit.
- Kunstschilder Louis de Deyster (1656-1711) was ook klavecimbel-, viool- en orgelbouwer.
- Kunstschilder Matthijs de Visch (1701-1765) had, ook in de Kuipersstraat, een textielzaak die in hoofdzaak door zijn vrouw Petronilla Iweins werd uitgebaat.

## De Van Praets
De Brugse drukker en societyman Joseph Van Praet was een kleinzoon van Jan-Baptist Herregouts en hij was getrouwd met Maria-Anne Hergosse, een achterkleindochter van Willem Herregouts of Guillaume Hergosse. Het echtpaar baatte de boekhandel en drukkerij uit in de geërfde 'Veronicke', op de plek waar nu de openbare bibliotheek Biekorf staat. Hun zoon, Joseph-Basile Van Praet, werd een hooggeprezen bibliothecaris van de Bibliothèque nationale in Parijs. Hun kleinzoon, Jules Van Praet, werd de naaste medewerker van koning Leopold I en legde een grote verzameling waardevolle eigentijdse schilderijen aan.